# 홈 인슈어런스 빌딩
홈 인슈어런스 빌딩(영어: Home Insurance Building)은 미국 시카고에 존재했던 마천루다. 세계 최초의 마천루라고 불린다.